# Pio Vargas
Pio Vargas Abadio Rodrigues (Iporá, 7 de setembro, 1964 — Turvelândia, 8 de março de 1991) foi um poeta brasileiro.
Cursou apenas o Primeiro Grau na Escola Elias de Araújo Rocha, ainda em sua cidade natal. Há pouco registro biobibliográfico disponível sobre Pio Vargas. O certo é que levou vida meteórica, esgotada na vida boêmia de Goiânia. Ali crepitou nas casas noturnas, principalmente onde reinasse a efervescência cultural. Passou pela diretoria da União Brasileira de Escritores seção de Goiás, e pela assessoria geral da Secretaria de Cultura do Estado. Idealizou as Edições Divagar e Sempre, de sentido marginal, que editou vários autores goianos. Promoveu recitais, festivais de música e semanas culturais pelo interior de Goiás. Edival Lourenço ressalta que “Sua poesia é densa e trágica, própria de quem traz pela vida uma agonia congênita, irremediável, desenganada, de quem chama para si as cólicas do mundo e lhes concede uma roupagem de alto requinte”.
A Biblioteca Estadual Pio Vargas, em Goiânia, foi assim denominada em sua homenagem.

## Obras

### Poesia
- Janelas do espontâneo - GO, 1983.
- Anatomia do gesto - GO, 1989.
- Os novelos do acaso & o ofício de afagar efêmeros - GO, 1991.
- Em 2010 foi lançada uma antologia, organizada por Carlos Willian Leite, com a poesia completa de Pio Vargas.